# Anaectocalyx
Anaectocalyx là chi thực vật có hoa trong họ Mua.